# Mantidactylus
Mantidactylus es un género de anfibios de la familia Mantellidae. Son endémicas de Madagascar e islas adyacentes. Estos anfibios son, en general, de colores menos brillantes que los del género Mantella.
En trabajos recientes los géneros Blommersia, Boehmantis, Gephyromantis, Guibemantis, Spinomantis y Wakea son separados de Mantidactylus.

## Especies
Se reconocen las 31 especies siguientes según ASW:
- Mantidactylus aerumnalis (Peracca, 1893)
- Mantidactylus albofrenatus (Müller, 1892)
- Mantidactylus alutus (Peracca, 1893)
- Mantidactylus ambohimitombi Boulenger, 1919
- Mantidactylus ambreensis Mocquard, 1895
- Mantidactylus argenteus Methuen, 1920
- Mantidactylus bellyi Mocquard, 1895
- Mantidactylus betsileanus (Boulenger, 1882)
- Mantidactylus biporus (Boulenger, 1889)
- Mantidactylus bourgati Guibé, 1974
- Mantidactylus brevipalmatus Ahl, 1929
- Mantidactylus charlotteae Vences & Glaw, 2004
- Mantidactylus cowanii (Boulenger, 1882)
- Mantidactylus curtus (Boulenger, 1882)
- Mantidactylus delormei Angel, 1938
- Mantidactylus femoralis (Boulenger, 1882)
- Mantidactylus grandidieri Mocquard, 1895
- Mantidactylus guttulatus (Boulenger, 1881)
- Mantidactylus lugubris (Duméril, 1853)
- Mantidactylus madecassus (Millot & Guibé, 1950)
- Mantidactylus majori Boulenger, 1896
- Mantidactylus melanopleura (Mocquard, 1901)
- Mantidactylus mocquardi Angel, 1929
- Mantidactylus noralottae Mercurio & Andreone, 2007
- Mantidactylus opiparis (Peracca, 1893)
- Mantidactylus paidroa[3] Bora, Ramilijaona, Raminosoa & Vences, 2011
- Mantidactylus pauliani Guibé, 1974
- Mantidactylus tricinctus (Guibé, 1947)
- Mantidactylus ulcerosus (Boettger, 1880)
- Mantidactylus zipperi Vences & Glaw, 2004
- Mantidactylus zolitschka Glaw & Vences, 2004